# Тимонинский сельский округ
Тимонинский сельский округ — упразднённая административно-территориальная единица, существовавшая на территории Раменского района Московской области в 1994—2006 годах.
Тимонинский сельсовет был образован 11 сентября 1967 года в составе Раменского района из селений Бритово, Васильево, Верхнее Велино, Дьяково, Кривцы, Кочина Гора, Нижнее Велино, Петровское, Пушкино, Тимонино, Тяжино и Холуденево, входивших до этого в Софьинский с/с.
3 февраля 1994 года Тимонинский с/с был преобразован в Тимонинский сельский округ.
27 декабря 2002 года к Тимонинскому с/о был присоединён Денежниковский сельский округ.
19 октября 2004 года из Тимонинского с/о в Константиновский с/о были переданы сёла Воскресенское и Ильинское, посёлок Денежниково, деревни Денежниково, Дьяково, Кочина Гора, Овчинкино, Пушкино, Сельцо, Хлыново и Ширяево.
В ходе муниципальной реформы 2004—2005 годов Тимонинский сельский округ прекратил своё существование как муниципальная единица. При этом все его населённые пункты были переданы в сельское поселение Софьинское.
29 ноября 2006 года Тимонинский сельский округ исключён из учётных данных административно-территориальных и территориальных единиц Московской области.